# 航空機動作戦師団 (ドイツ連邦陸軍)
航空機動作戦師団（こうくうきどうさくせんしだん、ドイツ語：Division Luftbewegliche Operationen、略称：DLO）は、ドイツ連邦陸軍の師団のひとつ。空中機動作戦師団と訳されることもある。2002年7月1日に海外派兵を目的に創設された、ドイツ軍初の空中機動部隊であり、同年10月8日には早くも任務についていた。総兵力14500名の大部隊で、その内350名がドイツファイツヘーヒハイムに置かれた師団本部に所属していた。
2011年10月、連邦国防省はドイツ連邦軍全体の再編と縮小を発表、その結果創設から10年弱で『航空機動作戦師団』は解隊が決定、解隊されない部隊はいずれも、他の部隊へ転属となるか他の師団に配置転換となった。また、2014年までに師団本部も解散となり、ジークマリンゲンからファイツヘーヒハイムに移転となった第10機甲師団に統合された。

## 概要
近年、先進各国で『軍隊を平和利用しよう』とする圧力が強くなり、各国は第三世界に軍隊を派遣して平和維持活動などを行うようになった。国連決議やNATO決議など、国際世論が納得する場で軍を派遣するか採決される。それに従うことが、国際社会の一員として必要不可欠なものである。また、NATOに加盟している国は、NATOが決議したら、どのような理由があろうとも軍を派遣する必要があり、すぐに展開できるように平時より訓練を重ねている。そういった流れを受け、2002年7月1日にドイツ連邦陸軍で編制された部隊が、この航空機動作戦師団であった。

## 展開
DLOは設立後、国連もしくはNATOの後ろ盾の下、数々の作戦で展開されていた。
- ボスニア・ヘルツェゴビナの平和安定化部隊 (2003年、展開終了)
- コソボ治安維持部隊 (2003年、展開終了)：約600名の隊員を派遣していた。
- カシミール地方を襲った パキスタン地震での災害救助と復興支援任務(2005年〜2006年)
- コンゴ民主共和国 の民主化プロセス支援任務「EUFOR RD Congo」 (2006年)
- 国際治安支援部隊（ISAF） の一員として アフガニスタンで活動 (2002年より2014年まで)

## 編制
航空機動作戦師団の幕僚はファイツヘーヒハイムの師団本部に所属し、DLO所属部隊はドイツ連邦陸軍の様々な部門から配置換えとなって編成されていた。これらの部隊は全てドイツ連邦南部と中央の基地に駐屯している。
以下の部隊は「航空機動作戦師団」直属、もしくは隷属部隊である：
| 部隊名                                                 | 所属駐屯地           | 記章 | 備考                                                                           |
| ------------------------------------------------------ | -------------------- | ---- | ------------------------------------------------------------------------------ |
| 第12音楽隊                                             | ファイツヘーヒハイム |      | ドイツ連邦軍統合音楽隊に転属                                                   |
| 師団通信大隊                                           | ファイツヘーヒハイム |      | 解隊                                                                           |
| 第30軽輸送ヘリコプター連隊                             | ニーダーシュテッテン |      | 緊急展開師団へ移管予定                                                         |
| 第15中型輸送ヘリコプター連隊『ミュンスターランド』     | ライネ               |      | 2013年3月7日に解隊。ヘリコプターはドイツ空軍『第64ヘリコプター飛行団』に移管。 |
| 第25中型輸送ヘリコプター連隊『アッパーシュヴァーベン』 | ラウプハイム         |      | 2013年3月5日に解隊。ドイツ空軍『第64ヘリコプター飛行団』として再編される。     |
| 第345砲兵訓練連隊                                      | クーゼル             |      | イダー＝オーバーシュタインに移転され第10機甲師団隷属となった。                 |
| 第750CBRN防衛連隊『バーデン』                          | ブルッフザール       |      | 大隊規模に再編される戦力基盤軍の一部となる。                                   |
| 第120軽CBRN防衛中隊                                    | ゾントホーフェン     |      | 解隊                                                                           |
| 第12支援任務大隊                                       | ハルトハイム         |      | 旧「第12装甲防空大隊」は解隊。第10機甲師団隷属に。                             |
| 陸軍戦闘支援旅団                                       | ブルッフザール       |      | 2012年12月31日に解隊                                                           |
| 第1航空機動旅団                                        | フリッツラー         |      | 解隊                                                                           |

以下の部隊は第1航空機動旅団に従属、もしくは従属していた。
| 部隊名                                               | 所属駐屯地             | 記章 | 備考                                                                            |
| ---------------------------------------------------- | ---------------------- | ---- | ------------------------------------------------------------------------------- |
| 旅団司令部付隊                                       | フリッツラー           |      | 解隊                                                                            |
| 第1猟兵連隊                                          | シュヴァルツェンボルン |      | 第21装甲旅団に一時転属。その後、当連隊は解体され「第1軽歩兵大隊」に改編される。 |
| 第10軽輸送ヘリコプター連隊『リューネブルガーハイデ』 | ファスベルク           |      | 緊急展開師団へ移管予定                                                          |
| 第26攻撃ヘリコプター連隊『フランケン』               | ロート                 |      | 解隊                                                                            |
| 第36攻撃ヘリコプター連隊『クールヘッセン』           | フリッツラー           |      | 緊急展開師団へ移管予定                                                          |

下記：編成確定後のDLO部隊構成
- 師団司令部付隊
- 師団通信大隊
- 第12音楽隊
- 第15中型輸送ヘリコプター連隊
- 第25中型輸送ヘリコプター連隊
- 第30軽輸送ヘリコプター連隊
- 第1航空機動旅団
  - 旅団司令部付隊
  - 第26攻撃ヘリコプター連隊
  - 第36攻撃ヘリコプター連隊
  - 第10軽輸送ヘリコプター連隊
  - 第1猟兵連隊
- 陸軍戦闘支援旅団
  - 旅団司令部付隊
  - 第345砲兵訓練連隊
  - 第750NBC連隊
  - 第12装甲防空大隊
  - 第12軽NBC中隊
  - 第300軽防空中隊

第1猟兵連隊は、本部中隊・2個軽歩兵中隊・2個機械化歩兵中隊・1個工兵中隊・1個軽対空中隊・1個後方支援中隊・1個兵站中隊・1個教育中隊の10個中隊からなり、軽歩兵中隊の中には『特殊作戦小隊』と呼ばれる部隊が存在した。この小隊には、特殊部隊『KSK』のメンバーが多数所属していた。

## 歴代司令官
| 第 | 氏名                                         | 着任           | 離任           |
| -- | -------------------------------------------- | -------------- | -------------- |
| 4  | ベネディクト ズマー准将                      | 2012年12月20日 | ---            |
| 3  | エアハルト ドレウス少将                      | 2009年2月12日  | 2012年12月20日 |
| 2  | カール・フーベルトゥス・フォン・バトラー少将 | 2005年8月25日  | 2009年2月12日  |
| 1  | ディーター バッド少将                        | 2002年創設時   | 2005年8月25日  |

## 配備機材

### 装甲車両
- 軽量な空挺可能装甲戦闘車両「ヴィーゼル1＆ヴィーゼル2」
- 各種空輸方法に対応した装甲多目的輸送車両「ムンゴ」
- ゲパルト自走対空砲
- 地対空ミサイル搭載軽装甲戦車「ヴィーゼル2『オセロット』」
- PzH2000自走榴弾砲

### ヘリコプター
- 軽輸送ヘリ ベル UH-1D
- 中型輸送ヘリ シコルスキー CH-53 G/GS
- 軽対戦車攻撃ヘリ ベルコウ Bo 105P/PAH-1A1
- 軽連絡及び偵察用ヘリ Bo 105 P1M
- 攻撃ヘリ ティーガー
- 中型輸送ヘリ NH-90

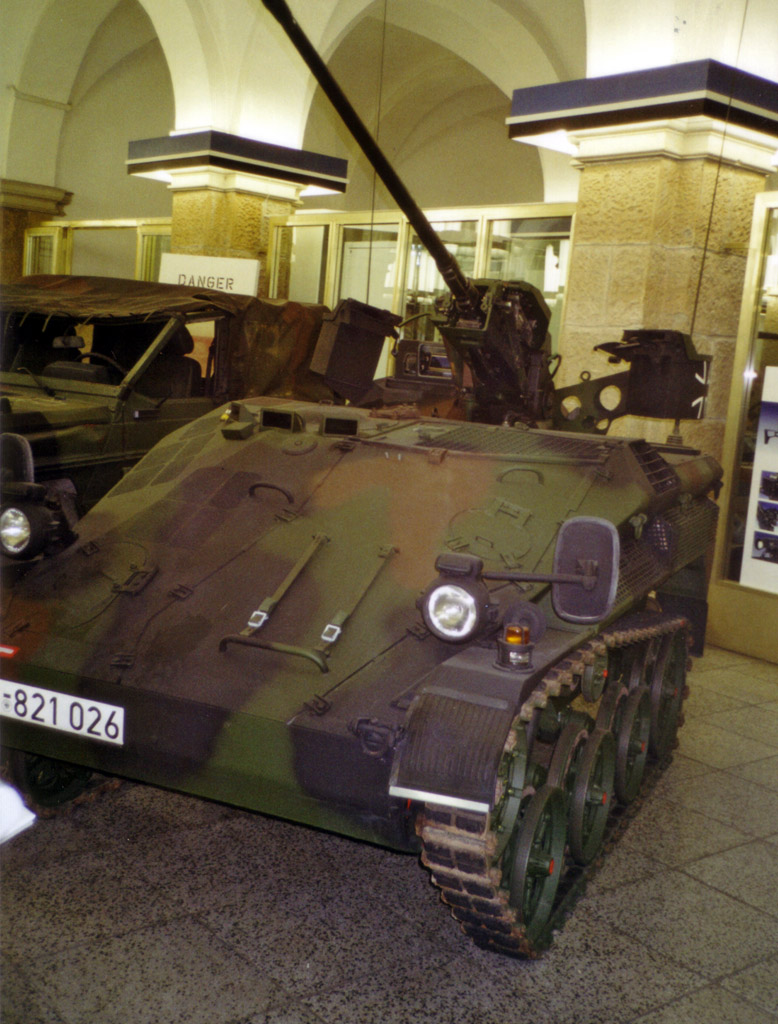
軽装甲戦闘車ヴィーゼル1
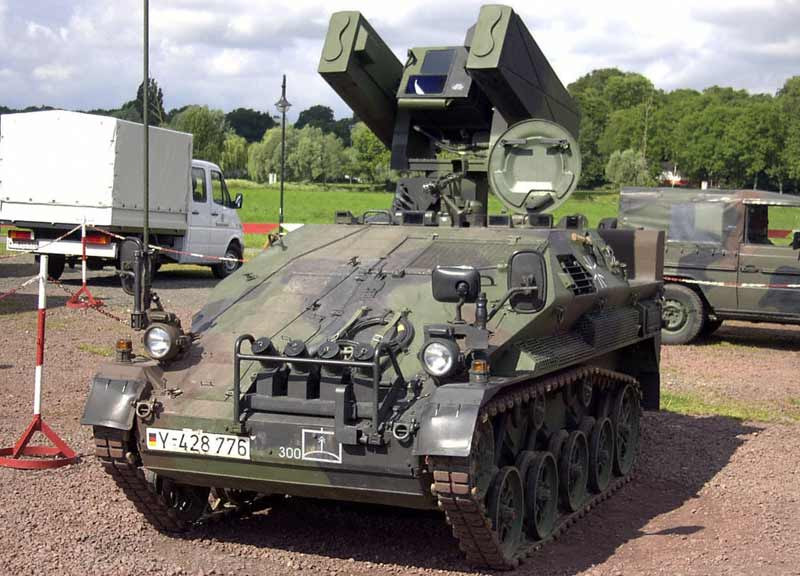
地対空ミサイル搭載軽装甲戦車『オセロット』
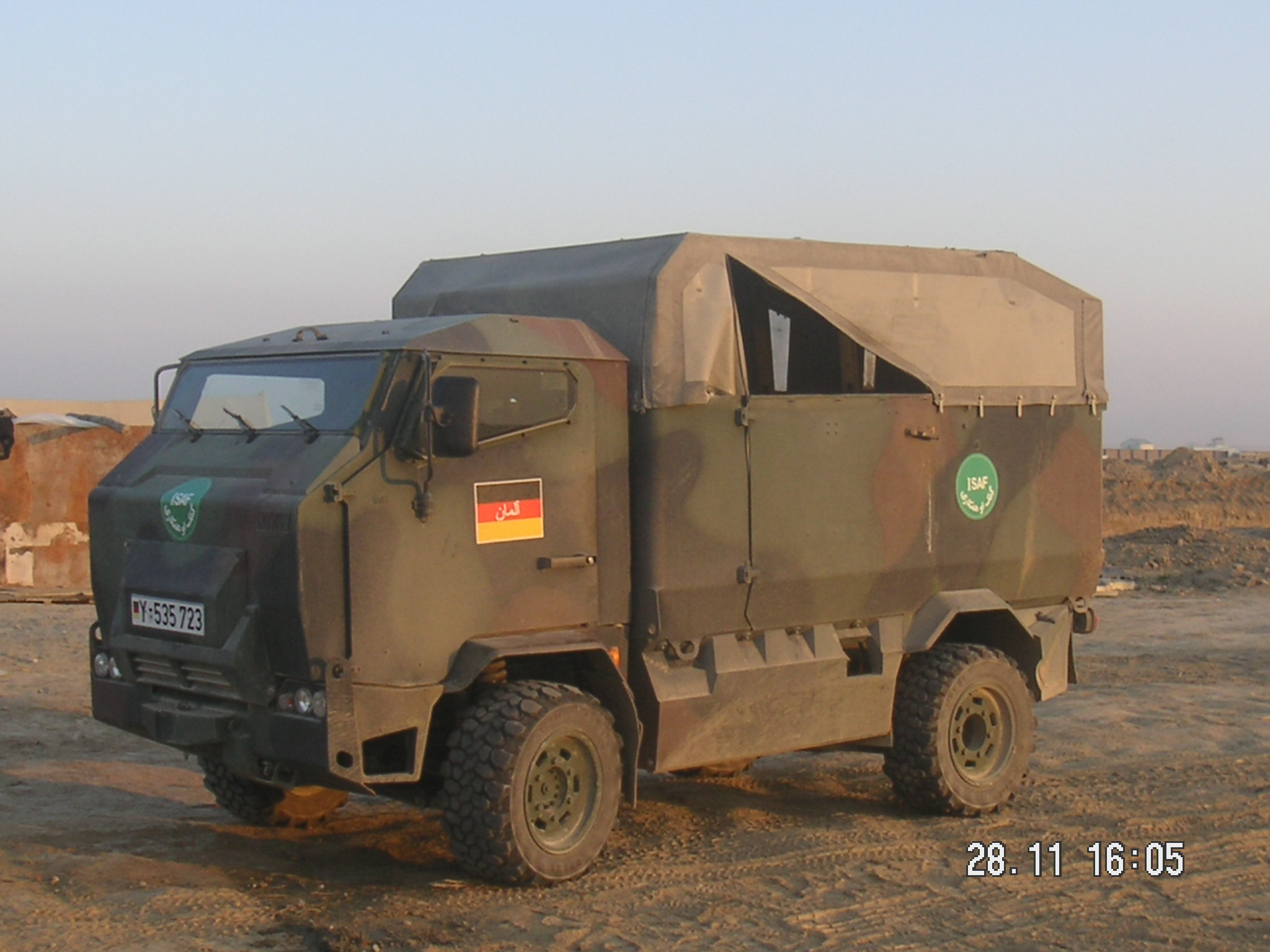
アフガニスタンで運用中のムンゴ輸送トラック
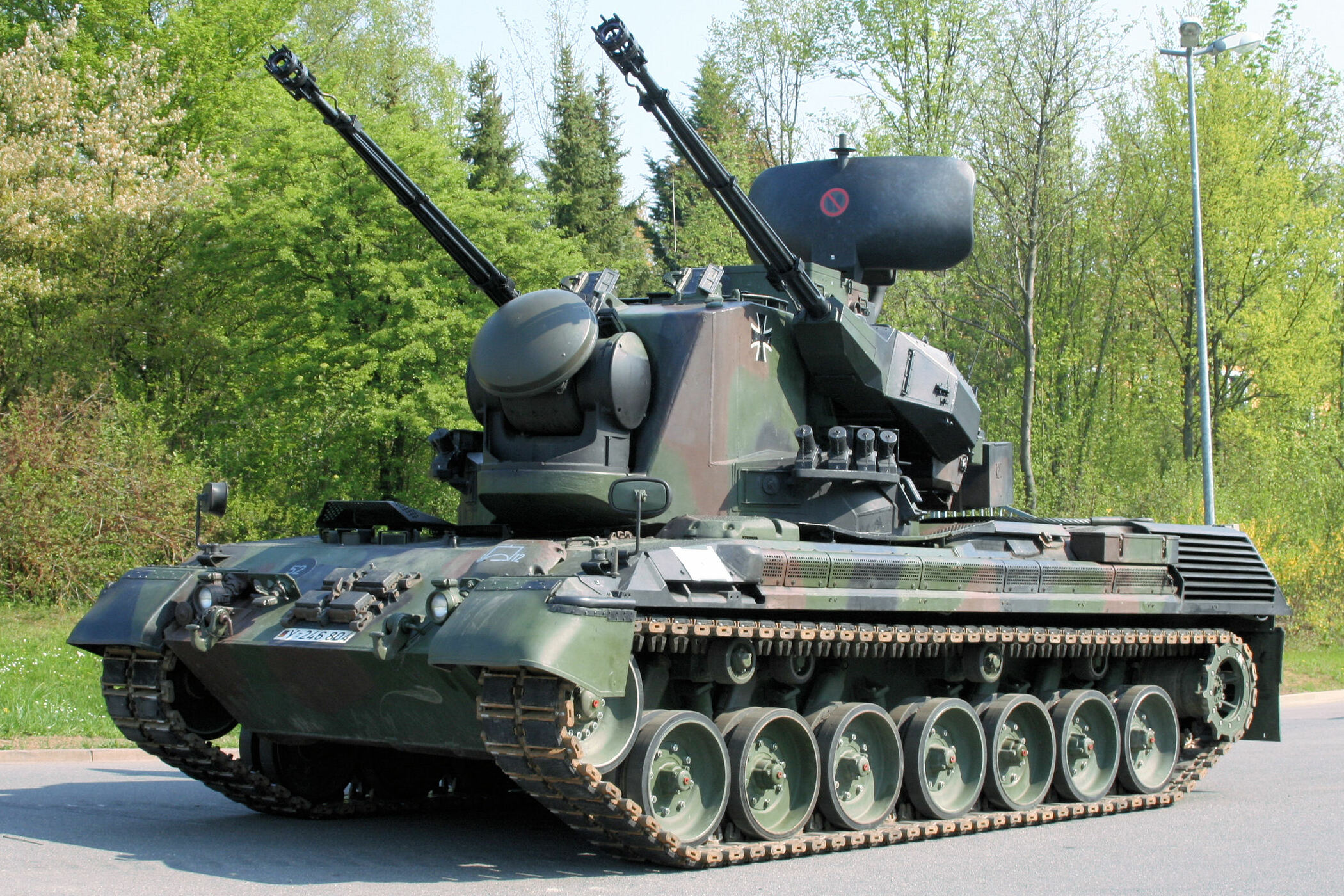
ゲパルト自走対空砲
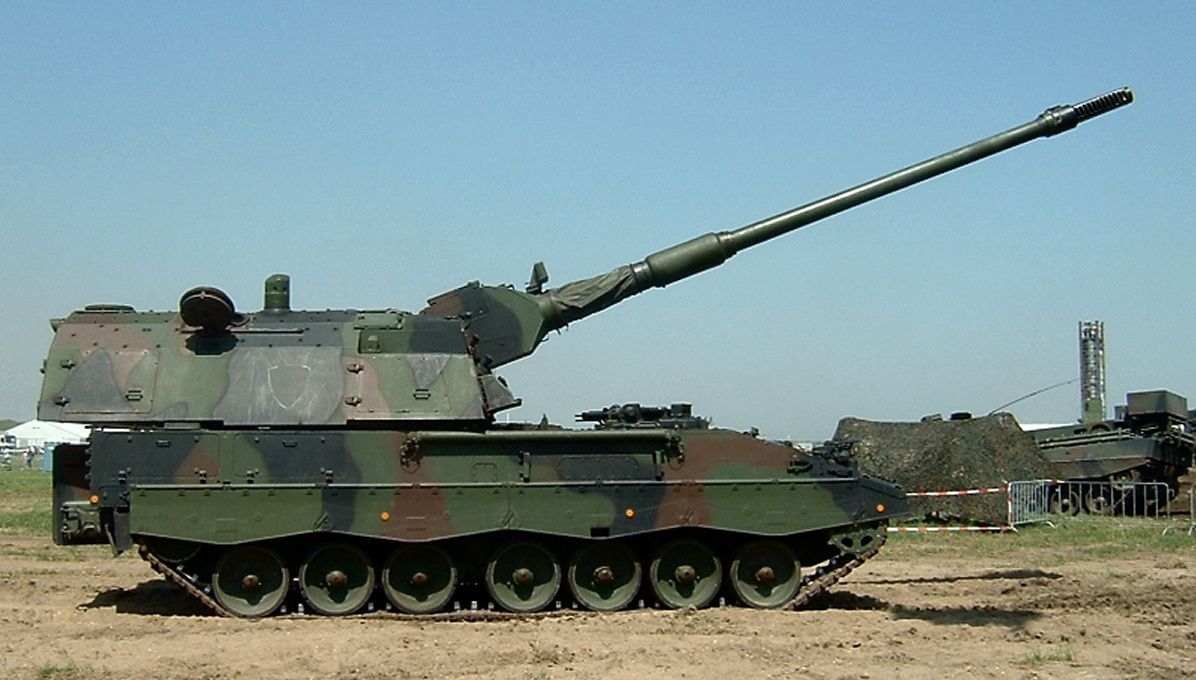
PzH2000自走榴弾砲
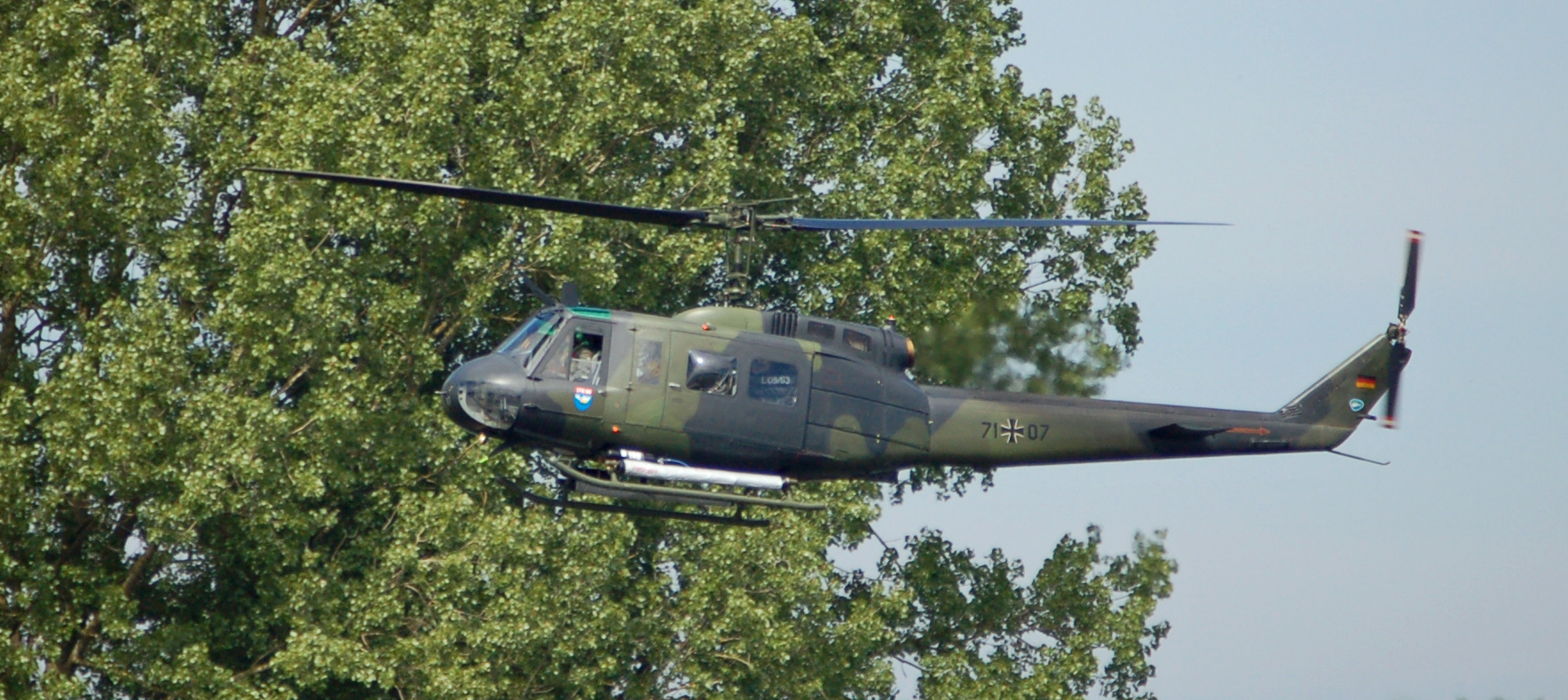
ベル UH-1D
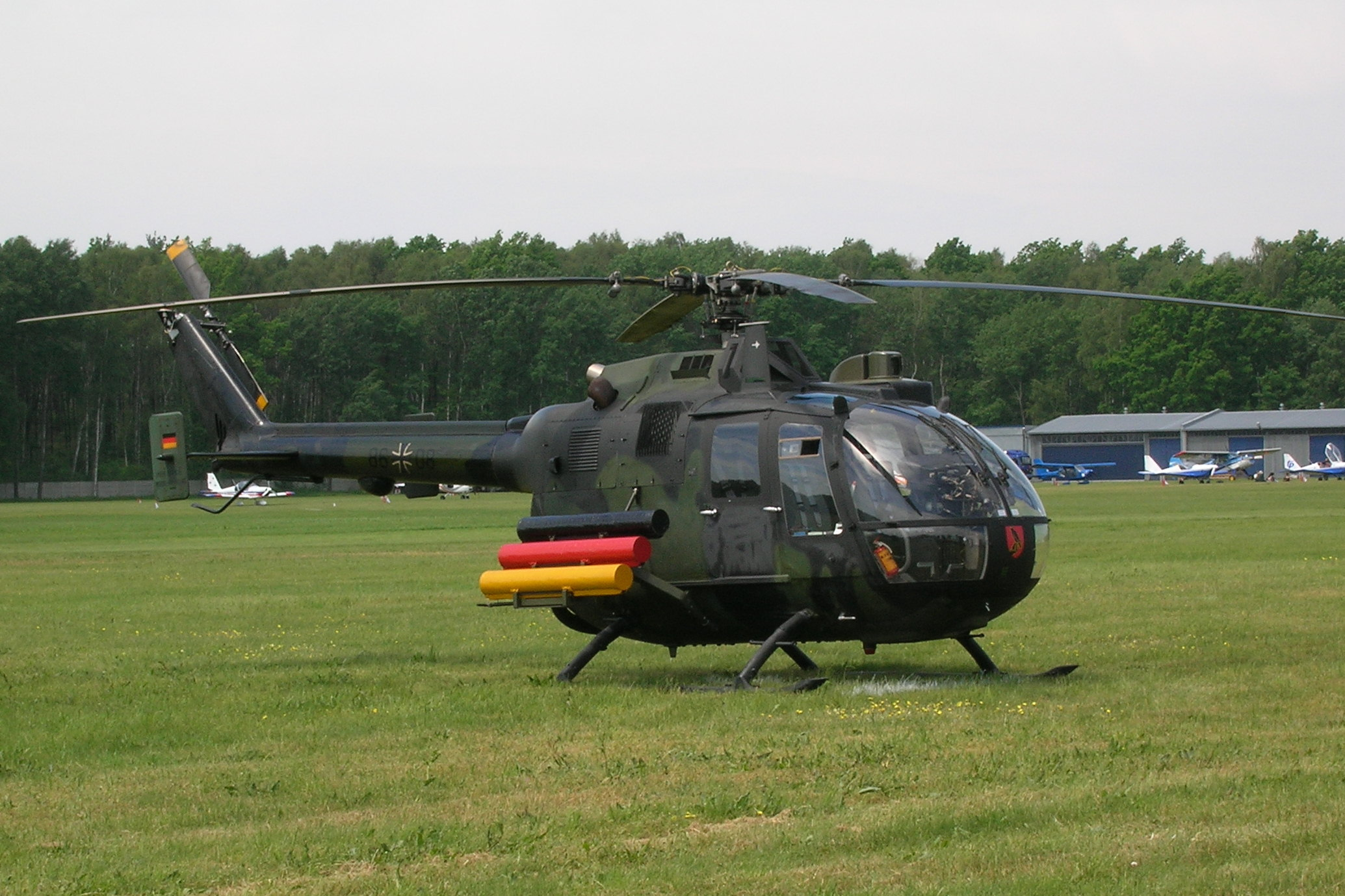
ベルコウBo 105 PAH-1（対戦車攻撃ヘリ）
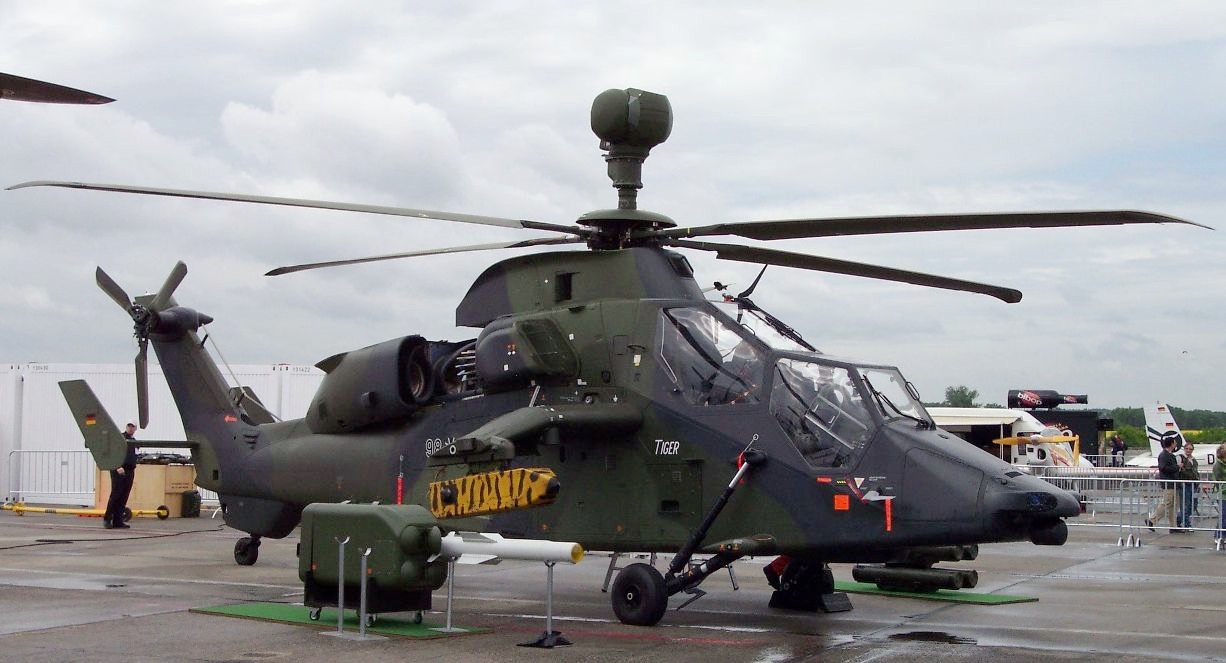
ユーロコプターティーガー
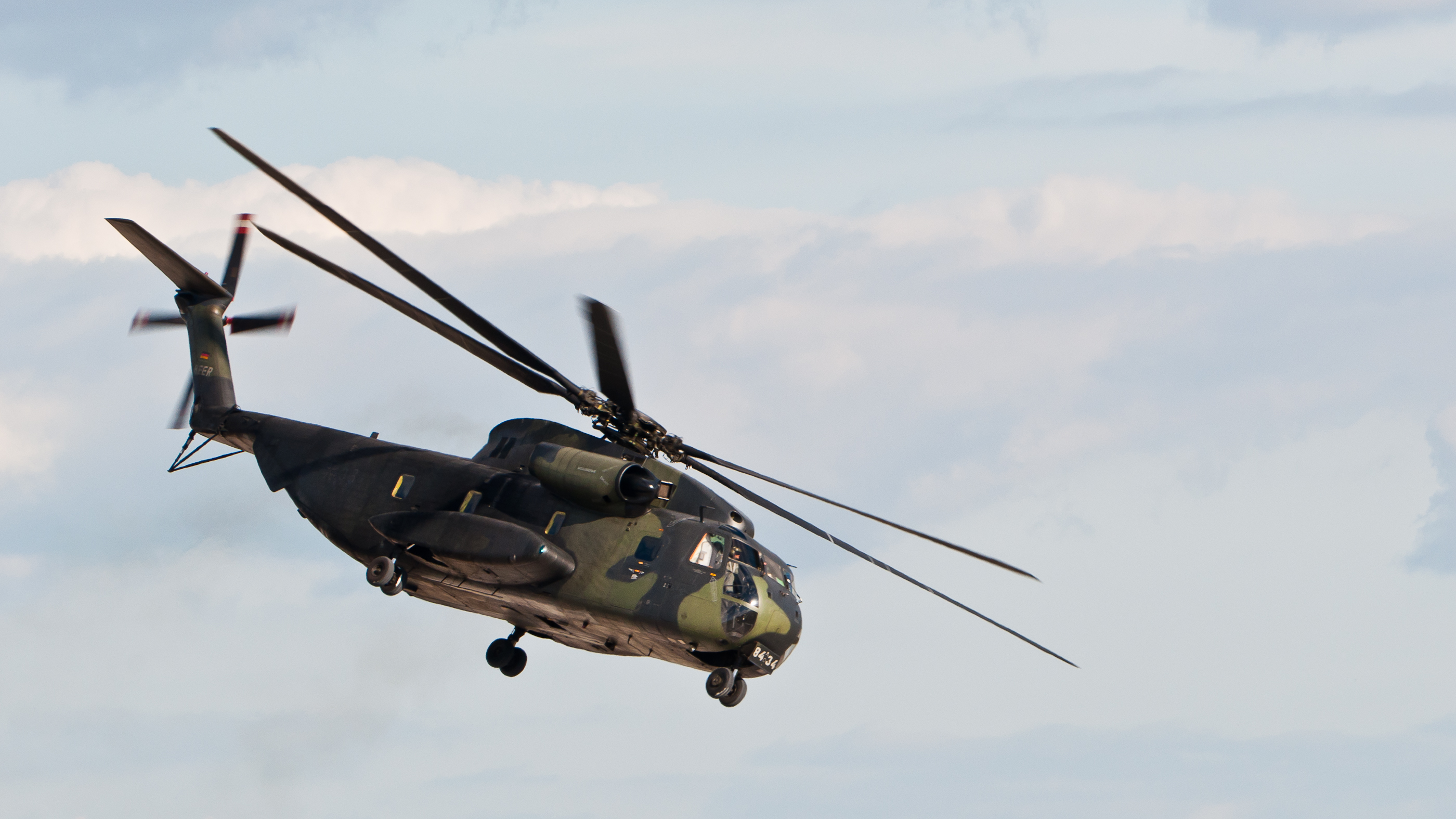
「ILA 2012」でデモ展示中の独陸軍CH-53G
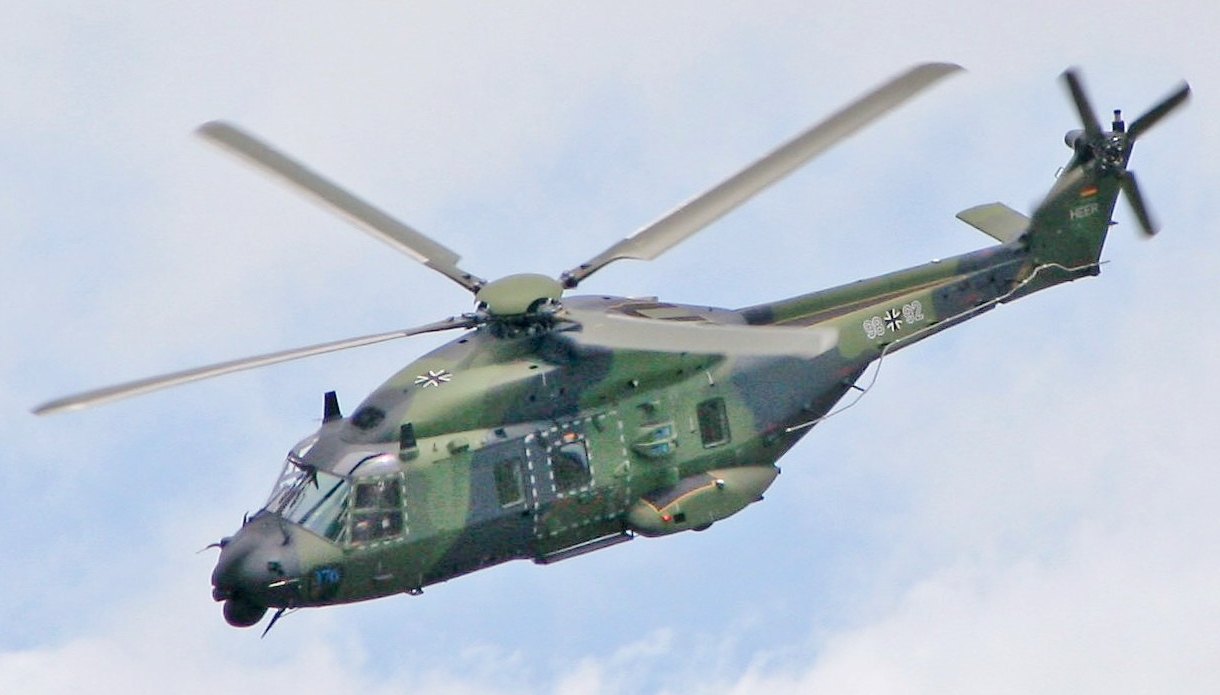
「ILA 2006」でデモ展示中のNH-90